# Mudita
Muditā (pāli et sanskrit : मुदिता) désigne la joie dans la philosophie bouddhiste ainsi que dans la philosophie hindoue. C'est plus précisément une joie empathique, une joie bienveillante et altruiste qui se réjouit du bonheur et des succès des autres. C'est une joie sacrée qui fait son délice du bien-être de son prochain, au lieu de nourrir des pensées envieuses et jalouses à son égard. On donne habituellement l'exemple des parents qui se réjouissent des progrès et du bonheur de leurs enfants pour illustrer ce qu'est Muditā.

## La «Joie Incommensurable» dans la voie du Bouddha
L'enseignement du Bouddha appelle à voir en la conscience une source inépuisable de joie infinie et incommensurable, en étendant cette joie de voir en chacun les qualités et les vertus plutôt que les défauts et les parts d'ombre. Cette attitude d'étendre la joie dans toutes les directions du monde est une pratique méditative qui fait partie des Quatre Incommensurables, dont le Bouddha exprime la mise en œuvre par ces mots (d'après une formule répétée dans de nombreux soutras) :

Je demeurerai en faisant rayonner un esprit de joie,
Dans un quartier de l'univers, et de même pour le second quartier, le troisième, le quatrième,
Et de même au-dessus, au-dessous, à travers,
Et partout dans sa totalité;
Envers chacun comme envers moi-même,
Je demeurerai faisant rayonner en tout lieu de l'univers,
Avec un esprit imprégné de bienveillance,
Large, profond, élevé, incommensurable,
Sans haine et libéré de toute inimitié.

L'idéal est d'arriver à cultiver cette joie en toute circonstance envers chacun, indépendamment des aléas et des tragédies qui peuvent se produire au cours de la vie. Plus le pratiquant du Dharma boit à cette source de joie, plus il prend confiance dans la vie et l'abondance de bonheur qu'il pourra y trouver et plus il rend confiance aux autres. Ainsi il leur donne aussi le goût de se réjouir de la vie et des qualités des autres.
La joie sacrée, Muditā, se définit par le souhait que les autres connaissent un bonheur parfait dénué de toute souffrance ainsi que par la réjouissance devant ce bonheur. La joie est donc l'antidote le plus puissant à la jalousie. On se réjouit du bonheur d'autrui, de ses qualités, de ses vertus, de ses bonnes actions, de ses possessions et de ses réussites et on souhaite que ce bonheur s'amplifie encore et encore à l'avenir, plutôt que de le jalouser et de l'envier en dénigrant l'autre de manière aigrie. La joie permet de se délivrer de l'esprit de compétition qui nous pousse à toujours vouloir avidement ce que les autres ont, quitte à leur nuire pour s'emparer de ce bien. Il est dit que celui qui pratique la joie reçoit en fait une part du bonheur de celui pour lequel il s'est réjoui. Si par exemple on se réjouit de la richesse d'un autre, on va se sentir soi-même plus riche et la pauvreté nous semblera moins accablante. La joie incommensurable se pratique progressivement en étendant de plus en plus la joie autour de soi : on considère un ami ou un proche dont on apprécie les qualités ou la réussite, et on se réjouit pour lui en lui souhaitant encore plus de ce bonheur, puis on étend ce sentiment à des personnes neutres, des inconnus dans la rue, puis à des supérieurs et à nos chefs, puis à des personnes qui nous semblent désagréables ou même qui nous nuisent, et évidemment aux personnes dont nous sommes jalouses. Enfin, on peut répandre ce sentiment de manière illimitée dans le monde entier.
La joie est toujours une joie qui naît devant les qualités des autres, leurs vertus, leurs richesses, leurs réussites, leurs bonheurs. Ce n'est évidemment pas une joie de nature sadique qui prend plaisir au malheur des autres ou à leurs déboires. Cette joie malsaine n'a rien à voir avec la joie sacrée prônée par le Bouddha. En fait, le malheur doit susciter notre compassion (karuṇā) : c'est là la seule attitude vraiment humaine. La joie est donc toujours intimement liée à cette compassion et à l'amour bienveillant (Maitrī), deux autres qualités des Quatre Incommensurables.
La quintessence de la joie se situe dans la joie pour le Dharma, à voir quelqu'un qui pratique le chemin de libération du Dharma. La joie peut nous envahir à la pensée du Bouddha, d'un bodhisattva ou d'un des quatre Êtres Nobles et cette joie plus que n'importe quelle autre nous élève spirituellement. La joie de pratiquer le Dharma est comme la joie d'un homme égaré dans le désert et qui verrait une oasis au loin : chaque pas le rapprochant de cette oasis serait une immense joie, même s'il n'a pas encore bu à l'eau de cette oasis.

Il peut être difficile de trouver la joie dans des situations particulièrement tragiques où la tristesse l'emporte complètement : comment se réjouir quand meurt un enfant ? Comment se réjouir dans une situation où la guerre fait ses ravages partout autour de soi ? Comment trouver la joie quand les individus s'acharnent à faire le mal et trouvent leur joie dans la destruction. Cela demande une grande force de caractère et une volonté de vaincre les épreuves. Cela requiert deux vertus bouddhistes, l'équanimité (Upekṣā, la quatrième des Quatre Incommensurables), qui permet de vivre de manière égale avec une même force d'âme les événements, qu'ils soient heureux ou malheureux. Cela requiert aussi de la patience (kshanti) pour ne pas céder à la colère, au ressentiment et au désespoir. Mais même dans les situations difficiles, le Bouddha et ses disciples mettent en exergue la capacité à trouver des qualités aux personnes qui nous sont malveillantes, et à ne pas désespérer. Ainsi, Shariputra préconise cette attitude avec une parabole dans laquelle on se retrouve confronté à une personne qui commet des actes détestables envers nous, mais dont les paroles ne sont pas blessantes :
« Quand un moine qui pratique l'ascétisme et aime à se vêtir d'une robe faite de morceaux de tissus épars. Un jour, il passe devant un dépotoir dégoûtant avec des excréments, de l'urine, du pus et d'autres saletés, et il voit un morceau de tissu encore intact. De sa main gauche, il ramasse le tissu et de sa main droite, il l'étend. En voyant que le morceau de tissu n'est pas encore troué, ni sali par les excréments, l'urine, le pus et d'autres saletés, il le plie aussitôt, le garde et le rapporte chez lui pour le laver et le coudre avec d'autres morceaux afin de faire une robe. Chers amis, de la même manière, [...] ne prêtons pas attention à ses actes. Par contre, pensons uniquement à ses paroles, afin de pouvoir mettre fin à notre irritation ou notre colère. »
Inversement, quand on est confronté à une personne dont les paroles sont déplaisantes mais dont les actes restent convenables, Shariputra donne ce conseil :
« Imaginons que, non loin d'un village, se trouve un lac profond. Mais sa surface est couverte d'algues et d'herbes. À ce moment, une personne torturée par la faim, la soif et la chaleur s'approche du lac. Elle se déshabille, pose ses vêtements au bord du lac, plonge dans l'eau, écarte les algues de ses bras, se désaltère et savoure la baignade. Chers amis, de la même manière [...], ne prêtons pas attention à ses paroles, mais soyons uniquement à ses actes aimables afin de mettre fin à notre colère. »
La meilleure façon de garder la joie est de transformer notre vision des choses pour les dépasser et ne pas être emprisonné dans le désespoir, la frustration et les traumatismes émotionnels. Comme le dit un proverbe du Lojong : « Quand le monde est rempli de maux, transforme toutes les mésaventures en voie vers l'Éveil. »
Le bouddhisme désigne deux ennemis de la joie : un ennemi proche et un ennemi lointain. L'ennemi proche est l'euphorie qui ressemble superficiellement à la joie, décrite comme un attachement excessif aux expériences plaisantes. L'ennemi lointain est la jalousie ou l'envie qui nous fait détester les joies et les bonheurs des autres.